# Ка Изидора (Верона)
Ка Изидора је насеље у Италији у округу Верона, региону Венето.
Према процени из 2011. у насељу је живело 39 становника. Насеље се налази на надморској висини од 137 м.